# إميل يوهانسون
إميل يوهانسون (11 أغسطس 1986 كارلسكوغا السويد - ) هو لاعب كرة قدم سويدي يلعب كمدافع.

## مسيرته الكروية
لعب إميل يوهانسون خلال مسيرته الاحترافية مع 5 أندية في ستة عشر موسمًا وسجل خلالها 6 أهداف ضمن 183 مباراة. ولم يفز بأي موسم بالكأس وفاز في موسم واحد بالدوري.
خاض إميل يوهانسون مسيرته مع نادي ديجرفورس في موسم 2004 في المرة الأولى واستمر معه طيلة ثلاثة مواسم ثم في موسم 2015 واستمر معه طيلة ثلاثة مواسم، مشاركًا طوالها في 86 مباراة سجل خلالها 4 أهداف. ثم انتقل إلى نادي هاماربي لكرة القدم في موسم 2007 واستمر معه طيلة ثلاثة مواسم، حيث شارك في 56 مباراة سجل خلالها هدفين. لينتقل بعدها إلى نادي مولده في عامي 2010-2012 ولمدة موسمين، مشاركًا في 31 مباراة ولم يسجل أي هدف. ثم انتقل إلى نادي غرونينغن في موسم 2011–12 واستمر معه طيلة ثلاثة مواسم، مشاركًا في 8 مباريات ولم يسجل أي هدف أيضًا. هذا وانتقل لاحقًا إلى Sandnes Ulf ‏ في عامي 2014-2016 ولمدة موسمين، مشاركًا في مباراتين ولم يسجل أي هدف أيضًا.

## روابط خارجية
- إميل يوهانسون على موقع اتحاد السويد (السويدية)
- إميل يوهانسون على موقع قاعدة بيانات كرة القدم.إي يو (الإنجليزية)
- إميل يوهانسون على موقع ناشيونال فوتبول تيمز (الإنجليزية)
- إميل يوهانسون على موقع Soccerway.com (الإنجليزية)
- إميل يوهانسون على موقع عالم كرة القدم.نت (الإنجليزية)